# BYLAW (EP)
Bylaw es el cuarto extended play del DJ holandés, Martin Garrix. El Extended Play se lanzó en cinco partes, con una canción que se publica todos los días del 15 al 19 de octubre, antes del lanzamiento completo el 19 de octubre de 2018, similar al calendario de lanzamiento del anterior Extended Play Seven de Garrix. El Extended Play presenta colaboraciones con Blinders, Dyro, Pierce Fulton y Mike Shinoda. Los detalles de los lanzamientos se filtraron inicialmente y se pensaron que eran rumores basados en la actualización del sitio web de Garrix, hasta que Garrix confirmó los detalles a través de Twitter. La primera canción, "Breach (Walk Alone)" junto a Blinders, fue lanzada el 15 de octubre de 2018. Seguido después por "Yottabyte", "Latency", "Access" y "Waiting for Tomorrow", respectivamente.

## Antecedentes
El 13 de octubre, Garrix publicó un video de un símbolo más con estática en su página de Facebook; negó que estuviera listo para lanzar un álbum de larga duración, que luego compartiría videos de cinco bloques estáticos en Instagram , así como imágenes de cinco dedos. Su sitio web luego mostró una cuenta regresiva, que terminó a la medianoche del 15 de octubre de 2018, momento en el cual, Garrix lanzó la primera canción del EP, "Breach (Walk Alone)", a través de plataformas de música.

## Sencillos
- "Breach (Walk Alone)" fue el primer sencillo del Extended Play, siendo este con las vocales de Ilsey Juber, fue escrito por Dewain Whitmore, colaborando con Blinders lanzado el 15 de octubre de 2018.
- "Yottabyte" fue el segundo sencillo del Extended Play, siendo este tocado como intro en Tomorrowland 2018, fue lanzado el 16 de octubre de 2018.
- "Latency" es el tercer sencillo del Extended Play, colaborando con el disc jockey Dyro, siendo este lanzado el 17 de octubre de 2018.
- "Access" es el cuarto sencillo del Extended Play, siendo este tocado por primera vez en Ultra Music Festival del 2017, hubo varios rumores de que el sencillo había sido cancelado, pero el disc jockey confirmó días antes que no fue así.
- "Waiting for Tomorrow" es el quinto y último sencillo del Extended Play, contando con la voz del cantante de Linkin Park, Mike Shinoda y con la colaboración de Pierce Fulton, este sencillo fue tocado por primera vez el Ultra Music Festival del 2016, los fanáticos estaban ansiosos por este sencillo, Garrix había confirmado mediante Twitter que el sencillo sería lanzado entre el mes de junio o julio del 2017, pero dado las circunstancias del suicidio del cantante de Linkin Park, Chester Bennington,el artista no había lanzado el sencillo por respeto hacia los artistas de Linkin Park, especialmente a Mike, además el sencillo también contaba con las vocales del artista fallecido, pero tuvieron que ser removidas, posterior a esto, los fanes habían dado por cancelado este sencillo también, pero fue lanzado como sorpresa, y con unos pequeños cambios en la letra el 19 de octubre del 2018.

## Lista de canciones
| Bylaw EP – Versión digital |                                                                   |                                                                 |                             |          |  |
| N.º                        | Título                                                            | Escritor(es)                                                    | Productor(es)               | Duración |  |
| 1.                         | «Breach (Walk Alone)» (con Blinders)                              | Martijn Garritsen Mateusz Owsiak Ilsey Juber Dewain Whitmore    | Martin Garrix Blinders      | 2:58     |  |
| 2.                         | «Yottabyte»                                                       | Martijn Gerard Garritsen Frank van Essen                        | Martin Garrix               | 3:30     |  |
| 3.                         | «Latency» (con Dyro)                                              | Martijn Gerard Garritsen Jordy van Egmond                       | Martin Garrix Dyro          | 3:24     |  |
| 4.                         | «Access»                                                          | Martijn Gerard Garritsen                                        | Martin Garrix               | 3:15     |  |
| 5.                         | «Waiting for Tomorrow» (con Pierce Fulton featuring Mike Shinoda) | Martijn Gerard Garritsen Pierce Fulton Mike Shinoda Brad Delson | Martin Garrix Pierce Fulton | 4:07     |  |